# Competencia oficial
Competencia oficial is een Spaanse-Argentijnse film, geregisseerd door het regisseursduo Gastón Duprat en Mariano Cohn, met hoofdrollen voor Antonio Banderas, Penelope Cruz en Oscar Martínez.
De film ging in première op het filmfestival van Venetië op 4 september 2021.

## Verhaal
Op zoek naar betekenis en maatschappelijk aanzien besluit een miljardair een film te maken. Daarvoor huurt hij de beste mensen in, bestaande uit de beroemde filmmaker Lola Cuevas en de beroemde acteurs Félix Rivero en Iván Torres, allebei met een groot talent, maar met nog grotere ego's. De acteurs zijn legendes, maar niet bepaald elkaars beste vrienden. Door een reeks steeds excentriekere uitdagingen van Lola, moeten Felix en Iván niet alleen elkaar, maar ook hun eigen nalatenschap onder ogen zien.

## Rolverdeling
| Acteur           | Personage                      |
| ---------------- | ------------------------------ |
| Penélope Cruz    | Lola Cuevas                    |
| Antonio Banderas | Félix Rivero                   |
| Oscar Martínez   | Iván Torres                    |
| José Luis Gómez  | Humberto Suárez, de miljardair |
| Irene Escolar    | Diana Suárez                   |
| Melina Matthews  | director of photography        |
| Pilar Castro     | Violeta                        |
| Manolo Solo      | Matías                         |

## Productie
In januari 2020 werd aangekondigd dat Gastón Duprat en Mariano Cohn een nieuwe film zouden gaan regisseren, genaamd Competencia oficial, met hoofdrollen voor Antonio Banderas, Penélope Cruz en Oscar Martínez.
De opnames begonnen in februari 2020, maar werden in maart 2020 alweer stopgezet vanwege de COVID-19-pandemie. In september werden de opnames hervat. Regisseur Duprat gaf in een persbericht aan dat de onderbreking ook een positieve kant had, omdat het hen in de gelegenheid had gesteld het reeds opgenomen materiaal te bestuderen en het scenario voor de nog te filmen scènes onder een microscoop te leggen.

## Release
De film ging in première op het Filmfestival van Venetië in september 2021, waar de film meedeed aan de internationale competitie om de Gouden Leeuw. De film werd later diezelfde maand ook vertoond op het Filmfestival van San Sebastián, waar de film was geselecteerd als openingsfilm van de Perlak-sectie.

## Ontvangst

### Prijzen en nominaties
| Jaar | Evenement              | Categorie    | Genomineerde        | Resultaat   |
| ---- | ---------------------- | ------------ | ------------------- | ----------- |
| 2021 | Venetië (78ste editie) | Gouden Leeuw | Competencia oficial | Genomineerd |